# خاکستری (مجموعه شعر)
خاکستری مجموعه شعری است از هوشنگ ایرانی که در خرداد ۱۳۳۱ در ۱۱۰ نسخه در ۲۵ صفحه منتشر شد.
این کتاب دومین مجموعه شعر هوشنگ ایرانی است. در سال ۱۳۳۱ چندین مجموعهٔ شعر نو منتشر می‌شود که دو مجموعه از این میان، به لحاظ نوآوری در شکل و محتوا، و عمق و پختگی و شور و حال، برتری چشمگیری نسبت به دیگر مجموعه‌ها دارد. این دو مجموعه «خاکستری» و «شعله‌ای پرده را برگرفت و ابلیس به درون آمد» هر دو از هوشنگ ایرانی هستند. مزیت این دو مجموعه بر مجموعهٔ پیشین ایرانی، اندک تحول زبانی اوست.

## پی‌نوشت
1. 1 2  جواهری گیلانی، محمدتقی (شمس لنگرودی). تاریخ تحلیلی شعر نو - جلد اول: ۱۲۸۴–۱۳۳۲ه‍. ش، [ویرایش دوم]. تهران: نشر مرکز، ۱۳۷۷
2. ↑  «ایرانی، هوشنگ. خاکستری: چند شعر دیگر. تهران: (ناشر مؤلف)، خرداد ۱۳۳۱». بایگانی‌شده از اصلی در ۱ اكتبر ۲۰۱۱. دریافت‌شده در ۱ سپتامبر ۲۰۱۱. تاریخ وارد شده در |archive-date= را بررسی کنید (کمک)